# 좀비딸 (영화)
《좀비딸》은 2025년 7월 30일에 개봉한 대한민국의 영화로, 2025년 8월 기준 누적 관객 수 500만 명을 돌파하며 박스오피스 1위를 기록하고 있다.

## 줄거리
영화는 한 남자가 좀비 바이러스 사태로 폐허가 된 세상에서 홀로 살아가는 모습으로 시작한다. 그는 딸이 감염되어 좀비로 변했음에도 불구하고 다른 이들처럼 죽이지 않고 집 안에 가두어 돌본다. 아버지는 매일 음식을 챙겨 주고 손발을 묶어두며, 인간이던 시절의 모습을 떠올리면서 끝까지 그녀를 ‘딸’로 대하려 한다.
그러나 시간이 흐를수록 딸은 점차 인간의 흔적을 잃고 완전히 괴물로 변해 간다. 그럼에도 불구하고 아버지는 딸을 포기하지 못한다. 그는 주변 사람들에게 이해받지 못하고, 딸을 죽여야 한다는 압박을 받지만 오히려 더욱 집착하며 그녀를 지키려 한다. 이러한 과정에서 아버지의 부성애와 광기가 동시에 드러난다.
마침내 딸은 아버지를 공격할 만큼 완전히 좀비가 되어 버린다. 하지만 아버지는 죽음을 각오하고서도 딸 곁을 떠나지 않는다. 영화는 끝내 아버지가 ‘좀비가 된 딸’을 인간으로 받아들이려는 모습에서 비극적이면서도 애잔한 여운을 남기며 막을 내린다.

## 제작진

### 배급사
- ㈜NEW (Next Entertainment World)

### 감독
- 필감성

## 주요인물
- 조정석 : 이정환 역
- 최유리 : 이수아 역
- 윤경호 : 조동배 역
- 이정은 : 김밤순 역
- 조여정 : 신연화 역

### 그 외 인물
- 이용녀
- 김병춘

### 특별출연
- 조한선 : 수아의 친아버지 역

## 같이 보기
- 2025년 대한민국의 영화 목록